# Franz Xaver Süßmayr
Franz Xaver Süßmayr (Schwanenstadt, 22 luglio 1766 – Vienna, 17 settembre 1803) è stato un compositore e musicista austriaco.

## Biografia
Nato nel 1766 Franz Xaver fu il figlio primogenito di Karl Franz Süßmayr, maestro di scuola e direttore di coro; ricevette la prima educazione musicale dal padre. Nel 1779 fu ammesso come piccolo cantore nella celebre abbazia dei Benedettini di Kremsmünster; Süßmayr vi fece i suoi studi letterari e apprese la teoria della musica sotto la direzione di Pasterwitz. Ancora molto giovane si esercitò in vari generi di composizione con successo e scrisse canti a più voci, sinfonie, messe, salmi, mottetti, cantate che gli diedero molto precocemente una buona conoscenza dell'arte di comporre; dal 1785 realizzò anche musica per opere teatrali che venivano rappresentate a Kremsmünster.
Nel 1780 giunse a Vienna dove, mentre terminava i suoi studi di i canto e di composizione, si manteneva insegnando musica privatamente. Occasionalmente tra il 1790 e il 1791 studiò anche con Mozart, con cui strinse un'intima amicizia; il compositore gli diede anche numerosi consigli artistici e gli conferì incarichi di copista. Quando Mozart si recò a Praga per realizzare La clemenza di Tito si avvalse della collaborazione di Süßmayr a cui affidò la realizzazione di alcuni recitativi secchi. Secondo la tradizione, il grande compositore gli affidò sul letto di morte il compito di terminare la sua messa da Requiem e gli diede le istruzioni per questo lavoro, quasi fino al momento in cui spirò. In effetti si sa che la vedova di Mozart, non pienamente convinta del talento di Süßmayr, non gli affidò subito la partitura del Requiem perché lo ultimasse, ma si rivolse prima a Franz Freistädler, altro allievo del musicista e subito dopo a Joseph Eybler che rinunciò quasi subito all'incarico. Secondo alcuni, Süßmayr sarebbe stato l'amante di Constanze Mozart e addirittura il padre di uno dei figli, Franz Xaver Wolfgang Mozart; per altri, si tratterebbe invece di un "pettegolezzo storico" senza fondamento, smentito anche dal fatto che Franz Xaver Wolfgang era affetto dall'identica rarissima malformazione auricolare che affliggeva anche Wolfgang Amadeus.
Dopo la morte di Mozart, Süßmayr studiò composizione con Antonio Salieri. Nel 1792 il giovane compositore ottenne il posto di direttore d'orchestra al Burgtheater di Vienna, e due anni dopo aggiunse a questa carica quella di vice Kapellmeister presso il Theater am Kärntnertor. Morì a Vienna nel 1803, ad appena trentasette anni, e fu sepolto nel cimitero di St. Marx, lo stesso in cui, dodici anni prima, fu seppellito il suo maestro ed amico Mozart; così come quest'ultimo, anche Süßmayr fu inumato in una anonima tomba "a pozzo", cosicché l'esatta collocazione della sua salma rimane sconosciuta.

## Süßmayr e il Requiem di Mozart
L'avvocato e teorico della musica Johann Gottfried Weber nel suo articolo Sull'autenticità del Requiem mozartiano del 1825 ha attribuito a Süßmayr la maggior parte dei numeri musicali che compongono il Requiem pubblicato a nome di Mozart. Questa affermazione ha sollevato una viva polemica in Germania, dando origine al Requiem Streit e all'infinita controversia sull'attribuzione dell'opera. A cercare di dirimere la questione è stato lo stesso Süßmayr in una lettera all'editore Breitkopf datata 8 settembre 1800 e inserita nella gazzetta musicale di Lipsia (ottobre 1801) ove ammetteva che i tre ultimi brani (Sanctus, Benedictus e Agnus Dei) gli appartenevano, così come la conclusione del Lacrimosa dalla nona battuta in poi. Egli, inoltre, disse di aver strumentato tutto il resto a partire dal basso cifrato e dalle indicazioni orali e manoscritte di Mozart. Solo con l'edizione stampata del 1827 di Johann Anton André per la prima volta venne nominato anche Süßmayr.
Sulle ultime parti, dal Sanctus alla Communio, che sono state finite da Süßmayr bisogna prendere in considerazione il fatto che non sia stata tutta ideazione sua; usufruì per quanto possibile della musica preesistente, nel Domine Jesu dell'Offertorium e anche nella Communio riprese la musica dell'Introitus e il fugato del Kyrie; inoltre Mozart lasciò all'allievo molte istruzioni orali poiché aveva in lui piena fiducia ed è probabile che egli abbia avuto anche accesso ad appunti e abbozzi su fogli volanti lasciati da Mozart a noi non pervenuti. Bisogna infine considerare il fatto che le opere di Süßmayr scritte dopo il completamento del Requiem sono, anche se di pregevole fattura, nettamente inferiori come qualità rispetto alle parti finali del Requiem.

## Opere
Le opere di Süßmayr sono:
- Moïse (piccola opera composta per il teatro di Schikaneder nel 1792)
- Die schöne Schusterin
- L'incanto superato (opera buffa per il teatro di corte di Vienna nel 1793)
- Der Spiegel aus Arkadien (in due atti a Vienna nel 1794)
- Le turc à Naples (Praga, 1794)
- Die edle Rache (La nobile vendetta) (Kärntnertortheater di Vienna, 1795)
- I due gobbi (Vienna, 1796)
- Die Freiwilligen (Vienna, 1796)
- Der Wildfang (Vienna, 1798)
- Der Marktschreier (Vienna, 1799)
- Soliman der Zweite, oder die beiden Sultaninnen (Vienna, 1800)
- Liebe macht kurzen Process (L'amore fa corto un processo) (Vienna, 1801)
- Phasma (Vienna, 1801)

Compose anche la musica del ballo allegorico di Salvatore Viganò Il noce di Benevento (1801)